# Bravo (corrida)
Pour les articles homonymes, voir Bravo.
Dans le monde de la tauromachie, bravo (sauvage) désigne la combattivité de l'animal et son instinct offensif. En France, on parle de taureau brave ou d'élevage brave pour désigner la race du taureau de combat. C'est aussi le terme qui qualifie un taureau de combat. 

## Description
La bravoure du taureau se mesure à son sens de l'offensive, lorsqu'il a compris que la meilleure défense est l'attaque. Il convertit ainsi son instinct de conservation en agressivité lorsqu'il se sent en danger. Au cours de la Lidia la bravoure du taureau varie, mais elle peut toujours s'apprécier par ses qualités de charge. Il peut s'agir d'un vernis qui s'effondre à la première pique. Ou au contraire, de la vraie bravoure qui va a mas c'est-à-dire qui augmente sous la pique. Un taureau bravo attaque sans relâche, sans tenir compte de la douleur du châtiment qui lui est infligé. La plupart des glossaires traduisent ce terme par sauvage ce qui est une erreur selon Robert Bérard qui remarque que l'équivoque est entretenue par l'appellation de la costa brava côte sauvage.
« Depuis longtemps on sait que l'hormone mâle (la testostérone) est le support de l'agressivité. Au moment d'un stress (la sortie du taureau dans l'arène où il se sent en territoire hostile, sa rencontre avec l'homme puis avec le groupe équestre), un autre mécanisme hormonal entre en action libérant dans le sang une hormone surrénalienne, épinéphrine, qui stimule l'agressivité. »